# 마스다촌 (야마나시현)
마스다촌(増田村)은 야마나시현 히가시야쓰시로군에 있던 촌이다. 현재의 후에후키시에 해당한다.

## 역사
- 1889년 7월 1일 - 정촌제 시행에 의해 근세이후의 마스다촌이 단독으로 지자체를 형성하였다.
- 1941년 2월 11일 - 미나미야쓰시로촌, 기타야쓰시로촌, 고케촌, 오카촌과 합병해 야쓰시로촌이 성립하여, 동일 마스다촌은 폐지되었다.

## 교통

### 도로
현재는 구촌에 주오자동차도가 지나가지만, 당시엔 미개통

## 참고문헌
- 『市町村名変遷辞典』東京堂出版、1990年。